# Turny
Turny est une commune française située dans le département de l'Yonne en région Bourgogne-Franche-Comté. Ses habitants sont appelés les Turrois.

## Géographie
En région Bourgogne-Franche-Comté, dans le nord-est du département de l'Yonne, Turny est une commune située à la limite de deux régions historiques la Champagne et la Bourgogne-Franche-Comté dont elle fait partie.  La commune de Turny s'étend sur 25,19 km2 et compte 717 habitants lors du recensement de la population datant de 2012, avec une densité de 30 habitants par km².
Le village est situé dans 3 entités paysagères le Pays d'Othe au nord, la Champagne crayeuse au centre et la Champagne humide au sud. Son altitude minimale, 111 mètres, se situe au sud au hameau le Bas-Turny. L'altitude maximale avec 297 mètres est atteinte au nord au hameau du Fays, au pied de la forêt d'Othe. Turny est situé à proximité d'infrastructures à la jonction des routes départementales RD 977 qui relie Troyes et Auxerre, la RD 905 qui permet de rejoindre Joigny, la gare SNCF de Saint-Florentin. L'autoroute A5 qui relie Paris et Troyes est accessible à 25 km à Vullaine.

### Climat
Pour des articles plus généraux, voir Climat de la Bourgogne-Franche-Comté et Climat de l'Yonne.
En 2010, le climat de la commune est de type climat océanique dégradé des plaines du Centre et du Nord, selon une étude du Centre national de la recherche scientifique s'appuyant sur une série de données couvrant la période 1971-2000. En 2020, Météo-France publie une typologie des climats de la France métropolitaine dans laquelle la commune est exposée à un climat océanique altéré et est dans une zone de transition entre les régions climatiques « Nord-est du bassin Parisien » et « Lorraine, plateau de Langres, Morvan ». 
Pour la période 1971-2000, la température annuelle moyenne est de 10,8 °C, avec une amplitude thermique annuelle de 15,6 °C. Le cumul annuel moyen de précipitations est de 745 mm, avec 12,1 jours de précipitations en janvier et 7,7 jours en juillet. Pour la période 1991-2020, la température moyenne annuelle observée sur la station météorologique de Météo-France la plus proche, « Chessy-les-Pres_sapc », sur la commune de Chessy-les-Prés à 13 km à vol d'oiseau, est de 11,2 °C et le cumul annuel moyen de précipitations est de 756,5 mm. 
La température maximale relevée sur cette station est de 41,4 °C, atteinte le 25 juillet 2019 ; la température minimale est de −22,2 °C, atteinte le 2 janvier 1997,,. 
Les paramètres climatiques de la commune ont été estimés pour le milieu du siècle (2041-2070) selon différents scénarios d'émission de gaz à effet de serre à partir des nouvelles projections climatiques de référence DRIAS-2020. Ils sont consultables sur un site dédié publié par Météo-France en novembre 2022.

## Urbanisme

### Typologie
Au 1er janvier 2024, Turny est catégorisée commune rurale à habitat dispersé, selon la nouvelle grille communale de densité à sept niveaux définie par l'Insee en 2022.
Elle est située hors unité urbaine. Par ailleurs la commune fait partie de l'aire d'attraction de Saint-Florentin, dont elle est une commune de la couronne,. Cette aire, qui regroupe 19 communes, est catégorisée dans les aires de moins de 50 000 habitants,.

### Occupation des sols
L'occupation des sols de la commune, telle qu'elle ressort de la base de données européenne d’occupation biophysique des sols Corine Land Cover (CLC), est marquée par l'importance des territoires agricoles (63,6 % en 2018), en diminution par rapport à 1990 (64,6 %). La répartition détaillée en 2018 est la suivante : 
terres arables (53,6 %), forêts (34,2 %), prairies (5,2 %), zones agricoles hétérogènes (4,7 %), zones urbanisées (2,2 %). L'évolution de l’occupation des sols de la commune et de ses infrastructures peut être observée sur les différentes représentations cartographiques du territoire : la carte de Cassini (XVIIIe siècle), la carte d'état-major (1820-1866) et les cartes ou photos aériennes de l'IGN pour la période actuelle (1950 à aujourd'hui).

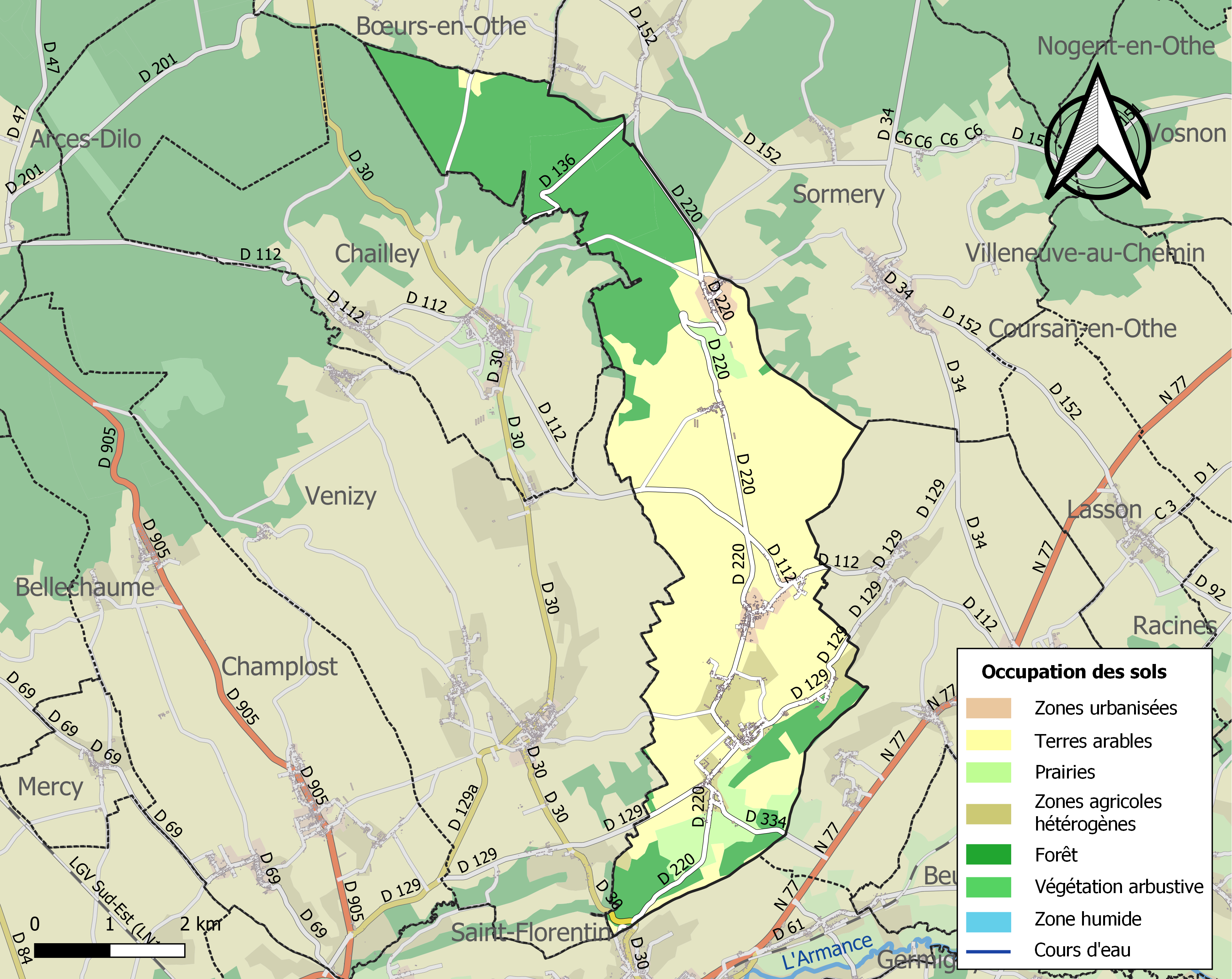
Carte des infrastructures et de l'occupation des sols de la commune en 2018 (CLC).

## Histoire

### La présence gauloise et romaine
La région est peuplée depuis l'ère gauloise de communautés villageoises. Puis les Romains construisent la via d'Agrippa qui passe à 1 kilomètre de Turny, appelé Turniacum, reliant Sens et Troyes.

### Le Moyen Âge
Dès le Ve siècle, le diocèse de Sens a le contrôle de la paroisse de Turny. C'est à partir de 1140 que la royauté installe des institutions renforçant la puissance féodale.

### Les Templiers et les Hospitaliers
Les Templiers fondent la Commanderie de Coulours à qui est confiée la responsabilité de la paroisse de Turny et de ses 11 hameaux. Une maison templière est installée près l'endroit où est situé actuellement le hameau de l'Hôpital. En 1307, l'ordre des Templiers est aboli et leurs biens à Turny sont attribués aux Hospitaliers de l'ordre de Saint-Jean de Jérusalem.

### Les seigneurs
Plusieurs seigneurs marquent la vie de Turny :
- Pierre de Saint-Étienne est seigneur de Turny avant 1493, date de sa mort. Sa fille Anne de Saint-Étienne épouse Jean de l'Espinasse qui devient le nouveau seigneur de Turny. C'est sous l'égide de son fils Antoine de l'Espinnasse qu'est bâtie l'église Saint-Mammès.
- Charles de Barbezières, comte de Chemerault, édifie le château de Turny. Il meurt en 1677 et est inhumé dans l'église Saint-Mammès.
- Jean François de la Rochefoucauld, marquis de Surgères, comte de Morville, de Venizy et de Turny, né en 1735 est de dernier seigneur de Turny. Il meurt le 24 mars 1789.

### La Révolution
Le décret du 12 novembre 1789 crée une municipalité dans chaque paroisse ou bourg, dont l'assemblée est élue par les citoyens.

### La Grande Guerre de 14/18
Lors de la mobilisation du 2 août 1914, 294 Turrois sont mobilisés sur une population de 713 habitants. Le bureau de recrutement de Sens affecte les poilus dans les Régiments. Ils sont transportés sur les lignes de front dans le nord de la France. Turny perd 26 hommes dans les combats. En leur souvenir, leurs noms sont inscrits en lettre d'or sur le monument aux morts de la commune inauguré en 1922.

### La Seconde Guerre mondiale de 39/45
Le 2 septembre 1939 est ordonnée la mobilisation des armées et de tous les Français soumis aux obligations militaires. Turny est situé en zone occupée et des soldats de la Wehrmacht s'installent dans le Bourg. Un mouvement de résistance se développe de juin 1943 à septembre 1944 sous la direction du Maquis de Libération Nord dirigé par Jean Chapelle "Verneuil". Raoul Dubois qui devient maire de Turny à la Libération, fait partie des résistants du mouvement de Libération Nord. Le 23 août 1944, Saint-Florentin et les villages alentour sont libérés par les FFI avec l'appui de la 3e armée américaine venant de Normandie. Trois soldats de Turny sont décédés pendant les combats. Leurs noms sont inscrits sur le monument aux morts.

## Héraldique
| Blason de Turny | Blason  | Écartelé : au premier burelé d'argent et d'azur de dix pièces aux trois chevrons de gueules brochant sur le tout, le premier écimé, au deuxième d'argent à la fasce fuselée de trois pièces et deux demies de gueules, au troisième d'argent au chou pommé de cinq branches et arraché de sinople, au serpent d'or s'enroulant autour du tronc, au quatrième d'azur au chevron d'argent accompagné de trois étoiles du même. |
| Blason de Turny | Détails | Le statut officiel du blason reste à déterminer. |

## Vie économique et sociale
Turny est une commune rurale qui accueille agriculteurs, éleveurs et aviculteurs. Un certain nombre d'artisans sont installés dans la commune. Des services existent : cabinet médical, bibliothèque, agence postale, salle de fêtes, salle des associations. L'école fait partie du regroupement scolaire entre les communes de Chailley et Bœurs-en-Othe. Un parc de loisirs avec des jeux pour enfants, un parcours santé, un terrain de basket et foot sont à disposition des habitants. La vie associative est active.

## Politique et administration
| Période     | Période  | Identité               | Étiquette | Qualité                                                                |
| ----------- | -------- | ---------------------- | --------- | ---------------------------------------------------------------------- |
| 1904        | 1919     | Emile Pescheux         |           | Maire                                                                  |
| 1919        | 1923     | Onésime Corgeron       |           | Maire                                                                  |
| 1923        | 1930     | Emile Jules Moreau     |           | Maire                                                                  |
| 1930        | 1935     | Camille Cherest        |           | Maire                                                                  |
| 1935        | 1945     | Emile Paillery         |           | Maire                                                                  |
| 1945        | 1983     | Raoul Dubois           |           | Maire et Conseiller général de Brienon sur Armançon 1945-1951          |
| 1983        | 1983     | Dany Hédou             |           | Maire                                                                  |
| 1983        | 2001     | Alain Brousseau        |           | Maire                                                                  |
| mars 2001   | 2008     | Marie-Christine Hennon |           | Maire                                                                  |
| mars 2008   | mai 2020 | Stéphane Gallois       |           | Maire et vice-président de la Communauté de communes Serein et Armance |
| 25 Mai 2020 | en cours | Jean Claude CHEVALIER  |           | Maire                                                                  |

## Démographie
L'évolution du nombre d'habitants est connue à travers les recensements de la population effectués dans la commune depuis 1793. Pour les communes de moins de 10 000 habitants, une enquête de recensement portant sur toute la population est réalisée tous les cinq ans, les populations de référence des années intermédiaires étant quant à elles estimées par interpolation ou extrapolation. Pour la commune, le premier recensement exhaustif entrant dans le cadre du nouveau dispositif a été réalisé en 2007.

En 2022, la commune comptait 650 habitants, en évolution de −6,61 % par rapport à 2016 (Yonne : −1,95 %, France hors Mayotte : +2,11 %).
| 1793  | 1800  | 1806  | 1821  | 1831  | 1836  | 1841  | 1846  | 1851  |
| ----- | ----- | ----- | ----- | ----- | ----- | ----- | ----- | ----- |
| 1 415 | 1 158 | 1 209 | 1 261 | 1 308 | 1 330 | 1 291 | 1 290 | 1 315 |

| 1856  | 1861  | 1866  | 1872  | 1876  | 1881  | 1886  | 1891 | 1896 |
| ----- | ----- | ----- | ----- | ----- | ----- | ----- | ---- | ---- |
| 1 275 | 1 217 | 1 150 | 1 130 | 1 079 | 1 057 | 1 023 | 901  | 794  |

| 1901 | 1906 | 1911 | 1921 | 1926 | 1931 | 1936 | 1946 | 1954 |
| ---- | ---- | ---- | ---- | ---- | ---- | ---- | ---- | ---- |
| 771  | 743  | 713  | 611  | 603  | 576  | 587  | 592  | 540  |

| 1962 | 1968 | 1982 | 1990 | 1999 | 2006 | 2007 | 2012 | 2017 |
| ---- | ---- | ---- | ---- | ---- | ---- | ---- | ---- | ---- |
| 478  | 434  | 562  | 654  | 784  | 731  | 729  | 717  | 681  |

| 2022 | - | - | - | - | - | - | - | - |
| ---- | - | - | - | - | - | - | - | - |
| 650  | - | - | - | - | - | - | - | - |

## Lieux et monuments

### L'église Saint-Mammès duXVIesiècle
L'église a été édifiée à partir de 1518, sous l'égide d'Antoine de l'Espinasse, seigneur de Turny. Elle est inscrite à l'inventaire des Monuments Historiques par les Beaux-Arts en 1913. C'est un édifice remarquable qui s'admire tant de l'extérieur que de l'intérieur. Le clocher est orné de gargouilles et coiffe l'ancien beffroi sous forme de tour carrée qui permettait depuis sa balustrade de surveiller les environs. La tour de guet est ronde et protège une cloche qui sonne le bourdon. Le portail principal, finement ciselé, est de style flamboyant à double entrée. L'intérieur de l'église laisse voir 3 nefs de style ogival flamboyant et plusieurs éléments classés : les fonts baptismaux, les verrières, la statue de sainte Barbe. Le retable date de 1671. L'église Saint-Mammès est ouverte lors des Journées du Patrimoine et de la Fête patronale. Les visiteurs peuvent retirer la clé à la Mairie et disposer d'un guide de visite qui leur facilite la découverte de ses beautés architecturales.

### Lavoirs duXIXesiècle
La commune de Turny conserve 7 lavoirs publics du XIXe siècle dans les hameaux du Fays - de Linant - de l'Hôpital - du Bourg de Turny - du Bas Turny. Le lavoir-mare-abreuvoir du Fays est situé au point le plus haut de la commune. Avec son aire de repos, elle est appréciée des visiteurs.

### Point de vue remarquable
Le hameau du Fays, situé au point de plus haut du Pays d'Othe, offre une vue panoramique sur les collines, les bois, les villages alentour.

### Sentier de découverte du petit patrimoine rural "le Haut des Sorins"
Sur 6 km, un sentier balisé pédestre et VTT permet de découvrir les paysages et le petit patrimoine rural : lavoirs, puits, cimetière, bornes, ponts, château et ferme des Varennes... Le guide est à disposition à la mairie de Turny.

### Le château et la ferme des Varennes
Construit au milieu du XVIIIe siècle par Michel Sallot, seigneur des Varennes, conseiller du roi, avocat à Sens, le château s’inscrit dans un rectangle de 50 mètres de long sur 25 mètres de large. Il est entouré de fossés d’environ 8 mètres de largeur alimentés par le ru de Linant grâce à un système de vannes. La famille Sallot de Montacher restera propriétaire du domaine de père en fils jusqu'en 1892. La ferme des Varennes, propriété privée, actuellement restaurée, date de 1750 et possède un moulin à huile alimenté par un bras du ru de Linant qui a fonctionné jusqu'en 1890.

## Environnement
La commune inclut une ZNIEFF :
- La ZNIEFF de la forêt d'Othe et ses abords[18], qui englobe 29 398 ha répartis sur 21 communes[19]. Le milieu déterminant est la forêt ; on y trouve aussi eaux douces stagnantes, landes, fruticées, pelouses et prairies.

## Personnalités liées à la commune
- Jean-François de la Rochefoucauld (1735-1789), Vicomte, Marquis de Surgères, comte de Morville, de Turny et de Vernisy, seigneur d'Armenonville, maréchal de camp, époux d'Anne-Rosalie Chauvelin, Il organisa de grandes fêtes dans le  château du Bas Turny dont il était propriétaire.
- Jean-Baptiste-Moïse Jollivet (1753-1818), homme politique sous la Révolution française et haut fonctionnaire sous le Premier Empire, était turrois de naissance.
- Ambroise-Polycarpe de La Rochefoucauld (1765-1841), homme politique et  militaire, Duc de Doudeauville fils du Vicomte Jean-François de la Rochefoucauld, procéda à la vente des biens de la famille à Turny. Le château fut détruit en 1852.
- Raoul Dubois (1905-1986) résistant dans le réseau de Libération Nord, homme politique, conseiller général du canton de Brienon-sur-Armançon de 1945 à 1951, maire de Turny de 1945 à 1977

## Pour approfondir